# Țipărești, Prahova
Țipărești este un sat în comuna Cocorăștii Mislii din județul Prahova, Muntenia, România. Este o localitate situată în zona subcarpatică, în centrul județului. Este mărginită de două ape, pârâul Doftanet și râul Cosmina. Se învecinează cu comuna Vâlcănești și cu satul Goruna.

## Istorie
În trecut, a făcut parte din fostul județ Saac (Săcuieni).  La sfârșitul secolului al XIX-lea, făcea parte din comuna Mălăești și avea 234 de locuitori și o biserică fondată la 1860. A fost arondată comunei Cocorăștii Mislii după desființarea comunei Mălăești.